# Polanisia uniglandulosa
Polanisia uniglandulosa är en paradisblomsterväxtart som först beskrevs av Antonio José Cavanilles, och fick sitt nu gällande namn av Dc. Polanisia uniglandulosa ingår i släktet morrhårsblomstersläktet, och familjen paradisblomsterväxter. Inga underarter finns listade i Catalogue of Life.